# 长城银行
长城银行（BANK OF CHANG CHUNG）是东北解放战争时期在冀察热辽解放区设立的银行。

## 历史
随着1947年东北夏季攻势、秋季攻势、冬季攻势，冀察热辽的冀东、热南、热辽、热北、冀热察几个根据地彻底连成一片。统一金融特别是统一货币发行、以发展经济和物资交流成为迫切需求。1948年2月东北行政委员会决定，由冀察热辽分局、行署在辽宁朝阳西南的宁城县烧锅地（今属于汐子镇）成立长城银行，行长史立德（抗战时任冀中区敌工部长，抗战后任承德副市长、市长、热河省银行副行长），副行长申玉洁（张家口市第一届人民政府财政科长，建国后任上海财政经济学院党委书记）。发行“长城银行冀察热辽流通券”，面额壹佰圓，贰佰圓、伍佰圓、壹仟圓、伍仟圓五种。由东北军区后勤部工业处印刷厂与嫩江西方印刷厂负责印钞，质量远超晋察冀边币。长城券的发行数额由东北局掌控。发行面值100元、200元、500元、1000元、5000元五种面值的冀察热辽流通券，及5万元、10万元两种面额的本票。累计发行长城券3979亿9109万元，发行本票727亿5000万元。分别按照1:1与1:5逐步收回热河省银行券和晋察冀边区银行“冀热辽”币。下设热河省分行、冀东分行、冀热察分行。
1948年11月东北全境解放。长城银行迁入承德市。1949年1月，东北银行接管了长城银行，改为东北银行热河省分行。长城币即停止发行，由东北银行兑收。部分分支机构随所在地域划入东北银行辽西省分行。1949年3月，长城银行冀东分行改为中国人民银行冀东分行。